# Каверин, Вениамин Александрович
Вениами́н Алекса́ндрович Каве́рин (настоящая фамилия Зи́льбер; 6 [19] апреля 1902, Псков, Российская империя — 2 мая 1989, Москва, СССР) — русский советский писатель, драматург и сценарист. Член литературной группы «Серапионовы братья». Лауреат Сталинской премии второй степени.
Среди наиболее известных произведений Вениамина Каверина — романы «Два капитана» и «Открытая книга». 

## Биография
Родился 6 (19) апреля 1902 года в Пскове в семье капельмейстера 85-го пехотного Выборгского полка (1887—1891) и 96-го пехотного Омского полка (1891—1899 и 1908—1913) Абеля Абрамовича Зильбера (1861—1940) и его жены — урождённой Ханы Гиршевны (Анны Григорьевны) Дессон (1866—1947), владелицы музыкальных магазинов, которые заключили брак 29 августа 1889 года. Он был самым младшим ребёнком в семье, в которой родилось шестеро детей — две сестры, а затем четверо братьев. Семья жила в доме Серебрянникова на Мирожской улице на Завеличье (в 1899 году капельмейстер Зильбер вышел в отставку и перебрался с семьёй в дом генерала Макарова на Губернаторской улице).
Младшая из сестёр Каверина — Лея Абелевна Зильбер (1892—1944), в замужестве Елена Александровна Тынянова — вышла замуж за Юрия Тынянова, одноклассником которого был старший из братьев — Лев Зильбер (1894—1966), впоследствии крупный советский вирусолог.
Кроме того, в семье росли ещё трое старших детей: Марьям (1890 — после 1988), в замужестве Мира Александровна — жена первого директора Народного дома им. А. С. Пушкина Исаака Михайловича Руммеля, Давид Абелевич Зильбер (1897—1967) — впоследствии военный врач, гигиенист, заведующий кафедрой и декан в Пермском медицинском институте, и Александр (1899—1970) — композитор, взявший псевдоним Ручьёв.
Также в доме Зильберов некоторое время жил гимназический друг Вениамина Зильбера, Анатолий Розенблюм — будущий активный член партии левых эсеров и один из основателей советской психотехники, о котором сохранились неоднократные упоминания в мемуарах Каверина «Освещённые окна» и «Эпилог»; см., например:
Толя Р., семиклассник, … жил у нас, потому что в городе Острове (откуда он был родом) не было мужской гимназии. Мама согласилась взять его на пансион в надежде, что он, как примерный мальчик, благотворно подействует на меня и Сашу. Примерный мальчик стал пропадать до полуночи — он участвовал в одном из подпольных кружков.
14 августа 1912 года, по результатам приёмных испытаний, Зильбер был зачислен в приготовительный класс Псковской губернской гимназии. В «Освещённых окнах» он писал: «Нельзя сказать, что я был ленив — учился на тройки, четвёрки. Кроме математики, мне легко давались почти все предметы». Тем не менее, по протоколу педагогического совета от 11 мая 1916 года из сорока учеников третьего «б» класса только четыре гимназиста получили награду второй степени, в том числе и Вениамин Зильбер. Учился в Псковской губернской гимназии Вениамин Зильбер шесть лет.
Затем он окончил Ленинградский институт живых восточных языков по отделению арабистики (1923) и историко-филологический факультет Ленинградского государственного университета (1924). Был близок к младоформалистам. В 1929 году защитил диссертацию «Барон Брамбеус. История Осипа Сенковского».
Псевдоним «Каверин» был взят им в честь гусара П. П. Каверина, приятеля молодого Пушкина, выведенного им под собственной фамилией в первой главе «Евгения Онегина».

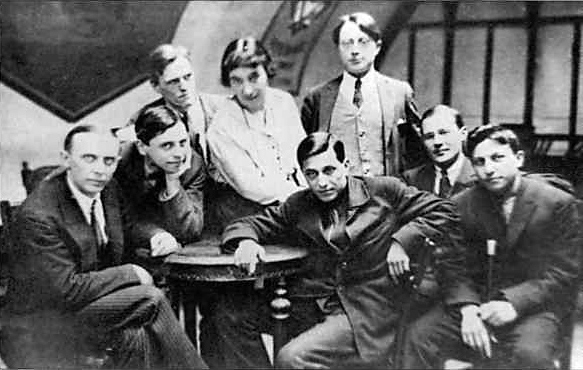
Серапионовы братья.
Слева направо: К. А. Федин, М. Л. Слонимский, Н. С. Тихонов, Е. Г. Полонская, М. М. Зощенко, Н. Н. Никитин, И. А. Груздев, В. А. Каверин

В начале 1920-х годов входил в литературную группу «Серапионовы братья». Первый рассказ Каверина — «Хроника города Лейпцига за 18… год» — был опубликован в 1922 году. Ранние рассказы были написаны на фантастические сюжеты. Обращение к реальной жизни отразилось в романе «Девять десятых судьбы» (1926). В 1927 году принял участие в коллективном романе «Большие пожары», публиковавшемся в журнале «Огонёк».
Роман «Исполнение желаний» (2 книгах, 1935—1936) и роман-трилогия «Открытая книга» (1953—1956) посвящены изображению творческого труда, научным поискам советской интеллигенции. Наибольшую известность приобрёл приключенческий роман «Два капитана» (2 книгах, 1940—1945), в котором показаны овеянные романтикой путешествий духовные искания советской молодёжи военного поколения. Романы «Открытая книга» и «Два капитана» были неоднократно экранизированы.
В 1935—1949 годах Каверины жили в бывшем доме Придворного конюшенного ведомства (набережная канала Грибоедова, 9, кв. 100).
В годы Великой Отечественной войны Вениамин Каверин работал на Северном флоте. Собирая материал для второй книги «Два капитана», посещал основные соединения флота, наблюдал и изучал боевую работу личного состава. Во время посещения кораблей и частей беседовал с матросами и офицерами по вопросам советской литературы, оказывал помощь работникам военных газет. Результатом поездки стало опубликование ряда статей и очерков в местных и центральных газетах. За это Каверин был награждён в 1945 году орденом Красной Звезды.
В 1956 году был членом редакции запрещённого партийными властями альманаха «Литературная Москва». В 1958 году был едва ли не единственным в СССР крупным писателем старшего поколения, кто отказался участвовать в травле Бориса Пастернака в связи с публикацией на Западе его романа «Доктор Живаго» и присуждением ему Нобелевской премии. В 1962 году в издательстве «Молодая гвардия» вышла книга Булгакова «Жизнь господина де Мольера»; в справке, сопровождающей роман, Вениамин Каверин впервые упомянул о «Мастере и Маргарите» как о произведении, в котором «невероятные события происходят в каждой главе».
Подписал обращение в защиту Ю. М. Даниэля и А. Д. Синявского. Подготовил для Четвёртого съезда СП СССР (1967) речь «Насущные вопросы литературы», которую ему запретили зачитывать. В 1968 году он в «Открытом письме» объявил о разрыве с К. А. Фединым, когда тот не допустил до читателя «Раковый корпус» Солженицына.
Весьма лестную оценку творчества писателя дал немецкий славист В. Казак:

Каверин — один из значительных русских писателей. Романы Каверина отличаются насыщенностью действия, подчас — детективной увлекательностью и искусным построением.— Вольфганг Казак

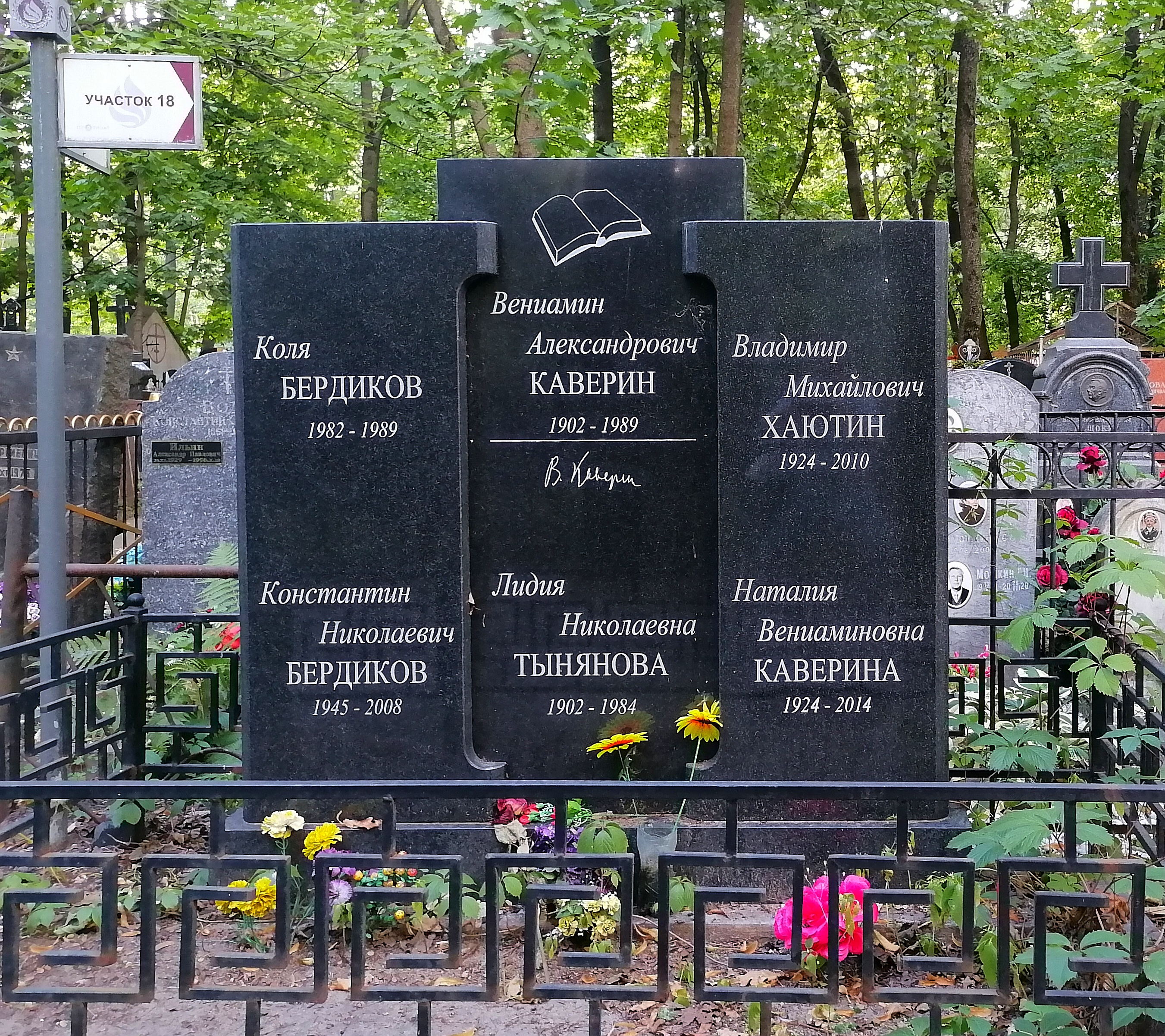
Могила на Ваганьковском кладбище

Умер 2 мая 1989 года. Похоронен в Москве на Ваганьковском кладбище (18 уч.), рядом с женой.

## Семья
- Отец — Абель Абрамович Зильбер (16 (28) июня 1861, Выборг — 3 сентября 1940, Ленинград), сын шлиссельбургского мещанина (музыканта в Финляндском линейном батальоне № 4), капельмейстер и кларнетист, в 1879—1882 годах воспитанник музыкантской команды лейб-гвардии Преображенского полка и в 1882—1888 годах музыкант военно-духового оркестра Преображенского полка, в 1886—1887 годах учился в Петербургской консерватории по капельмейстерскому классу Павла Михровского; вольнонаёмный капельмейстер 85-го пехотного Выборгского полка (1887—1891) и 96-го пехотного Омского полка (1891—1899 и 1908—1913), в 1899 году ему было даровано личное почётное гражданство[10], с 1920-х годов работал музыкантом в Ленинграде[27].
- Мать — Хана Гиршевна (Анна Григорьевна) Дессон (1866—1947). Окончила Новгородскую гимназию и Московскую консерваторию по классу фортепиано. Переехав в Псков, Зильберы открыли музыкальный магазин «Депо музыкальных инструментов», в котором основную работу выполняла Анна Григорьевна. В «Освещенных окнах» Вениамин Каверин писал: «Мне никогда не удавалось вообразить ее молодой. Она всегда была серьезна, озабоченна и грустна сознанием неудавшейся жизни». Она много читала и держалась прямо, откинув плечи. В городе ее уважали и «даже побаивались». Она принимала активное участие в строительстве Пушкинского театра и тесно, творчески была связана с актерами первых гастролировавших драматических трупп. Организовывала концерты известных артистов (Н. Н. Фигнера, М. И. Долиной, А. В. Вержбиловича, А. А. Картавина, М. Н. Преображенской и многих др.), занималась организацией детских праздников и других развлечений в Кутузовском саду. В 1919 году, вслед за детьми, уехала в Москву, но уже в 1920 г. вернулась в Псков, где некоторое время заведовала книжным магазином, открыв при нем небольшую детскую библиотеку. В 1924 году она вновь переехала в Москву.
- Жена — Л. Н. Тынянова (1902—1984), детская писательница, младшая сестра писателя Ю. Н. Тынянова.
  - Дочь — Наталия Вениаминовна Каверина (1924—2014), фармаколог, старший научный сотрудник НИИ фармакологии РАН, автор монографий «Фармакология коронарного кровообращения» (1963), «Фармакология моноаминергических процессов» (1971), «Современные аспекты фармакологии антиангинальных средств» (1980). Была замужем за доктором медицинских наук Владимиром Михайловичем Хаютиным (1924—2010), заведующим лабораториями биофизики и физиологии сердечно-сосудистой системы Института физиологии АН СССР (1962—1979) и Всесоюзного кардиологического научного центра АМН СССР (1979—2010)[28].
    - Внучка — Татьяна Владимировна Бердикова, филолог и переводчик, составитель сборника воспоминаний о деде[29], была замужем за актёром Театра на Малой Бронной Константином Николаевичем Бердиковым (1945—2008), исполнителем роли штурмана Лури в фильме «Два капитана»[30].

  - Сын — Николай Вениаминович Каверин (1933—2014), доктор медицинских наук, профессор, академик РАМН, заведующий лабораторией физиологии вирусов Института вирусологии имени Д. И. Ивановского РАМН. Его жена (с 1962 года) — Наталья Николаевна Заболоцкая (род. 1937), дочь поэта Николая Заболоцкого[31].
- Брат — Лев Александрович Зильбер, иммунолог и вирусолог.
  - Племянники — Лев Львович Киселёв, учёный в области молекулярной биологии и биохимии; Фёдор Львович Киселёв, вирусолог.
- Брат — Давид Александрович (Абелевич) Зильбер (1897—1967), гигиенист, профессор, заведующий кафедрой общей и военной гигиены, декан медико-профилактического факультета Пермского медицинского института[32], автор книги «Гигиена аптеки» (1962), учебника для фармацевтических факультетов «Гигиена» (1970).
- Брат — Александр Абелевич (Александрович) Зильбер (псевдоним Ручьёв, 1899—1970), композитор. Его жена Екатерина Ивановна Зильбер во втором браке была замужем за драматургом Евгением Шварцем[33].

## Награды и премии
- орден Ленина (16 ноября 1984 года) — за заслуги в развитии советской литературы и в связи с 50-летием образования Союза писателей СССР[34]
- орден Отечественной войны 2-й степени (11.03.1985)
- 2 ордена Трудового Красного Знамени (19.04.1962; 25.04.1972)
- орден Дружбы народов (16.04.1982)
- орден Красной Звезды (2.12.1945)
- медали
- Сталинская премия второй степени (1946) — за роман «Два капитана»

## Произведения

### Романы, повести
- «Мастера и подмастерья», сборник (1923)
- «Девять десятых судьбы», роман (1925)
- «Конец Хазы», повесть (1924)
- «Скандалист, или Вечера на Васильевском острове», роман (1928—1980)
- «Черновик человека» (1931—1980)
- «Художник неизвестен», роман (1931) — один из последних формальных экспериментов в ранней советской литературе
- «Исполнение желаний», роман (книги 1—2, 1934—1936; новая редакция 1973)
- «Два капитана», роман (книги 1—2, 1936—1944)
- «Открытая книга», роман (1946—1956—1964—1980)
- «Неизвестный друг», повесть (1957—1959)
- «Кусок стекла», повесть (1960)
- «Семь пар нечистых», повесть (1961)
- «Косой дождь», повесть (1962)
- «Двойной портрет», роман (1963—1964) — рассказывает об уволенном с работы учёном, который по доносу попадает в лагерь
- «О. И. Сенковский (Барон Брамбеус)» (1929; 1964 — новая редакция)
- «Перед зеркалом», роман (1965—1970) — раскрывает судьбу одной русской художницы, особенно останавливаясь на периоде эмиграции, бережно включая в художественное повествование подлинные документы
- «Двухчасовая прогулка», роман (1977—1980) — о жизни советских учёных
- «Наука расставания», роман (1983)
- "Над потаённой строкой", (1989) - роман о жизни поэта и писателя Бориса Матвеевича Лапина

### Рассказы
- Хроника города Лейпцига за 18... год (1921)
- «Пятый странник», фантастический рассказ (октябрь-декабрь 1921)
- «Пурпурный палимпсест» (1922)
- «Столяры» (1922)
- «Большая игра», фантастический рассказ (1923)
- «Бочка», фантастический рассказ (1923)
- Ревизор (1924)
- Сегодня утром (1927)
- Голубое солнце (1927)
- Друг микадо (1927)
- «Пролог», путевые рассказы (1930):

| - «Степь», - «Грязь», - «Бой-Страх», | - «Чечевица», - «Страус Фома», - «Табор», | - «Суховей», - «Дорога», - «Нигрол», | - «Последняя ночь», - «Возвращение», |

### Драматические произведения
- «Укрощение мистера Робинзона» (комедия в шести картинах, 1933)
- «Утро дней» (пьеса, первоначальное название «Тревожная юность», 1954)

### Сказки
- «Ночной сторож, или Семь занимательных историй, рассказанных в городе Немухине в тысяча девятьсот неизвестном году»:
  - «Сын стекольщика» (1979)
  - «Немухинские музыканты» (1971)
  - «Лёгкие шаги» (1963)
  - «Сильвант» (1980)
  - «Много хороших людей и один завистник» (1960)
  - «Песочные часы» (1941)
  - «Летающий мальчик» (1969)
- «Снегурочка» (1967)
- «О Мите и Маше, о Весёлом трубочисте и Мастере золотые руки»
- «Верлиока» (2 июня 1981)

### Воспоминания, эссеистика
- «Здравствуй, брат. Писать очень трудно…». Портреты, письма о литературе, воспоминания (1965)
- "В старом доме. Воспоминания и портреты" (1969—1972)
- «Собеседник». Статьи (1973)
- «Освещённые окна». Трилогия (1. Детство, 1970—1973; 2. Опасный переход, 1974; 3. Петроградский студент, 1975)
- «Вечерний день». Письма, воспоминания, портреты (1980)
- «Письменный стол». Воспоминания, письма, эссе (1984)
- «Эпилог» (20 июля 1979), послесловие (1981), предисловие (15.03.1988), второе послесловие, приложения (25.03.1988)
- «Счастье таланта» (1989)

### Статьи
- «Александр Фадеев» (1957)
- «Заболоцкий» (1958)
- «Маяковский» (1958)
- «Аркадий Гайдар» (1962)
- «Юрий Тынянов» (1964)
- «Всеволод Иванов» (1965)
- «Булгаков» (1965)
- «Бессрочный договор» (речь на Втором всесоюзном съезде советских писателей, 1954)
- «Горький и молодые» (1954—1960)
- «Волшебная палочка» (1960)
- «Неоткрытые дороги» (1964)
- «Читая Хэмингуэя» (1964)
- «Диккенс и театр» (1963)
- «Евгению Шварцу» (1965)

## Издания
(для книг, переиздававшихся неоднократно, указаны только первые издания)
- Мастера и подмастерья: Рассказы. — М.—Петроград: Круг, 1923.
- Рассказы. — М.: Круг, 1925.
- Конец хазы. Повести. — Л.: Жизнь искусства, 1926.
- Девять десятых судьбы: Роман. — М.—Л.: Госиздат, 1926.
- Ночь на 26 октября: Рассказ. — Л.: Прибой, 1926. — 63 с.
- Осада дворца: Повесть для юношества. — М.—Л.: Госиздат, 1926.
- Впереди всех. — Л., 1926.
- Барон Брамбеус. — Л., 1929.
- Пролог. Путевые рассказы. — М.—Л.: 1931.
- Скандалист, или вечера на Васильевском острове. — Л.: Прибой, 1929. — 298 с.
- Страус Фома: Рассказ. — М.—Л., 1931.
- Художник неизвестен. — Л., 1931.
- Черновик человека: Рассказы. — Л., 1931.
- Исполнение желаний: Роман. — Л.: Гослитиздат, 1936.
- Актёры: Пьеса. — Л.—М.: Искусство, 1938.
- Сказка о Митьке и Маше, о весёлом трубочисте и мастере золотые руки. — М.—Л.: Детиздат, 1939.
- Два капитана: Роман. — Л.: Гослитиздат, 1940. — не менее 70 прижизненных изданий.
- Домик на холме: Рассказы. — М.—Л.: Детгиз, 1941.
- Наши защитники: Рассказы. — Л.—М.: Искусство, 1941. — 28 с.
- Салют. — М.: Военмориздат, 1941. — 8 с.
- Трое: Рассказ. — М.: Военмориздат, 1941. — 8 с.
- Ленинград. Август 1941. Фронтовые рассказы. — Молотов, 1942.
- Дом на холме: Пьеса в 4-х действиях. — М.—Л.: Искусство, 1942. — 72 с.
- Орлиный залёт и другие рассказы. — М.—Л.: Детгиз, 1942. — 48 с.
- Рассказы. — М.: Военмориздат, 1942. — 48 с.
- Мы стали другими: Рассказы. — М.: Советский писатель, 1943.
- Школа мужества: Рассказы. — Воронеж, 1950.
- Открытая книга: Роман. — М.: Молодая гвардия, 1953.
- Юность Тани. — М.: Детгиз, 1955.
- Неизвестный друг: Повесть. — М.: Советский писатель, 1960.
- Три сказки. — М.: Детгиз, 1960.
- Автобиографические рассказы. — М., 1961.
- Из разных книг. — М.: Молодая гвардия, 1961. — 240 с.
- Очерк работы. — М.: Советская Россия, 1964.
- «Здравствуй, брат. Писать очень трудно». — М., 1965.
- Двойной портрет: Роман. — М.: Молодая гвардия, 1967. — 224 с.
- Летающий мальчик: Сказка. — М., 1969.
- Перед зеркалом: Роман в письмах. — М.: Советский писатель, 1972.
- Собеседник. — М.: Советский писатель, 1973.
- Освещённые окна. — М.: Советский писатель, 1974. — 288 с.
- Петроградский студент: Роман. — М.: Советский писатель, 1976.
- Вечерний день. Письма. Встречи. Портреты. — М.: Советский писатель, 1980. — 505 с.
- Письменный стол. Воспоминания и размышления. — М.: Советский писатель, 1985. — 272 с.
- Ночной Сторож, или Семь Занимательных историй, рассказанных в городе Немухине в тысяча девятьсот неизвестном году. Рассказы. — М.: Детская литература, 1982.
- Верлиока. Сказочная повесть. — М.: Современник, 1983. — 215 с.
- Наука расставания. — М., 1985.
- Летящий почерк. — М.: Художественная литература, 1986. — 415 с.
- Сказки. — М.: Детская литература, 1971.
- Двухчасовая прогулка. Роман и повести. — М.: Современник, 1989.
- Новое зрение. Книга о Юрии Тынянове. (в соавторстве с Новиковым Вл.И.) - М.: Книга, 1988. - 384 с.
- Эпилог. Мемуары. — М.: Московский рабочий, 1989. — 544 с.
- Счастье таланта. — М.: Современник, 1989.
- Собрание сочинений в 2-х томах. — М.: АСТ-Пресс, 1994. — 560 с, 592 с.
- Собрание сочинений в восьми томах. — М.: Художественная литература, 1980—1983. — 100 000 экз.
- Собрание сочинений в шести томах. — М.: ГИХЛ, 1963—1966. — 100 000 экз.

Содержание:
том 1: Рассказы и повести 1921—1927 гг.: «Пятый странник», фантастический рассказ, «Большая игра», фантастический рассказ, «Бочка», фантастический рассказ, «Конец хазы», «Девять десятых», «Друг микадо», «Голубое солнце», «Скандалист, или вечера на Васильевском острове»;
том 2: Рассказы и повести 1930—1931 гг.: «Степь», «Грязь», «Бой-Страх», «Чечевица», «Страус-Фома», «Табор», «Суховей», «Дорога», «Нигрол», «Последняя ночь», «Возвращение», «Художник неизвестен», «Укрощение мистера Робинзона» (комедия), «Исполнение желаний» (роман);
том 3: «Два капитана» (роман);
том 4: «Открытая книга» (трилогия, части «Юность», «Поиски»);
том 5: «Открытая книга» (трилогия, часть «Надежда»), «Утро дней» (пьеса), «Неизвестный друг» (повесть), Сказки: «Песочные часы», «Много хороших людей и один Завистник», «Лёгкие шаги»;
том 6: Повести: «Кусок стекла», «Семь пар нечистых», «Косой дождь»; «Двойной портрет» (роман), «О. И. Сенковский (Барон Брамбеус). Жизнь и деятельность», Статьи о литературе и искусстве: «Александр Фадеев», «Заболоцкий», «Маяковский», «Аркадий Гайдар», «Юрий Тынянов», «Всеволод Иванов», «Булгаков», «Бессрочный договор», «Горький и молодые», «Волшебная палочка», «Неоткрытые дороги», «Читая Хэмингуэя», «Диккенс и театр», «Евгению Шварцу».

## Экранизации и постановки
- 1926 — «Чёртово колесо». Полнометражный фильм по мотивам повести «Конец хазы». Режиссёры Григорий Козинцев и Леонид Трауберг.
- 1955 — «Два капитана». Полнометражный фильм по одноимённому роману. Режиссёр Владимир Венгеров.
- 1967 — «Сказка о Мите и Маше, о Весёлом Трубочисте и Мастере Золотые Руки». Полнометражный фильм-спектакль по одноимённой сказке. Режиссёр Г. Селянин.
- 1972 — «Школьный спектакль». Полнометражный фильм по одноимённой повести. Режиссёр Нина Зубарева. В. Каверин выступает со вступительным словом.
- 1973 — «Открытая книга». Двухсерийный фильм по одноимённому роману. Режиссёр Владимир Фетин.
- 1973 — «Немухинские музыканты». Короткометражный мультфильм по одноимённой сказке из цикла «Ночной сторож, или Семь занимательных историй, рассказанных в городе Немухине…». Режиссёр Вадим Курчевский.
- 1974 — «Исполнение желаний». Полнометражный фильм по одноимённому роману. Режиссёр Светлана Дружинина.
- 1974 — «Аптека „Голубые шары“». Полнометражный фильм-спектакль по сказкам из цикла «Ночной сторож, или Семь занимательных историй, рассказанных в городе Немухине…». Режиссёр Нина Зубарева.
- 1976 — «Два капитана». Шестисерийный фильм по одноимённому роману. Режиссёр Евгений Карелов.
- 1976 — «Письма XII века». Полнометражный фильм-спектакль по пьесе «Утро дней». Режиссёры Юрий Сергеев и Надежда Марусалова (Иваненкова).
- 1977—1979 — «Открытая книга». Девятисерийный фильм по одноимённому роману. Режиссёр Виктор Титов.
- 1981 — «Немухинские музыканты». Полнометражный фильм по одноимённой сказке из цикла «Ночной сторож, или Семь занимательных историй, рассказанных в городе Немухине…». Режиссёр Мария Муат.
- 1987 — «Песочные часы». Короткометражный мультфильм по одноимённой сказке из цикла «Ночной сторож, или Семь занимательных историй, рассказанных в городе Немухине…». Режиссёр Ефрем Пружанский.
- 1987 — «Загадка. Разгадка». Двухсерийный фильм по повести «Шестнадцатилетие». Режиссёр Тамара Павлюченко.
- 1989 — «Лёгкие шаги». Полнометражный фильм по сказкам из цикла «Ночной сторож, или Семь занимательных историй, рассказанных в городе Немухине…». Режиссёр Елена Машкара.
- 2001 — «Норд-Ост». Мюзикл по роману «Два капитана». Авторы Алексей Иващенко и Георгий Васильев.
- 2018 — «Семь пар нечистых». Полнометражный фильм по одноимённой повести. Режиссёры Кирилл Астахов и Юрий Ильин.

## Память
- В честь В. А. Каверина назван астероид (2458) Вениакаверин (2458 Veniakaverin).
- Памятник литературным героям романа «Два Капитана» — Татаринову и Григорьеву расположен в городе Пскове в сквере перед Псковской областной детской библиотекой имени В. А. Каверина.
- Площадь «Двух капитанов» (г. Полярный Мурманской области) названа в честь одноимённого романа В. А. Каверина. В 1943—1944 гг на Северном флоте, в Полярном В. А. Каверин служил, будучи военкором «Известий». Здесь же была написана вторая часть романа. Действие другого романа В. А. Каверина, «Наука расставания» (1983), происходит во фронтовом Полярном, его главный герой — военкор Незлобин.